# ميك هوبكينسون
ميك هوبكينسون (بالإنجليزية: Mick Hopkinson)‏ هو لاعب كرة قدم ومدرب كرة قدم بريطاني، ولد في 24 فبراير 1942 في Ambergate ‏ في المملكة المتحدة. لعب مع بورت فايل وديربي كاونتي ونادي بوسطن يونايتد ونادي مانسفيلد تاون.